# Wereldkampioenschappen kanosprint
De wereldkampioenschappen kanosprint is een internationaal kampioenschap in kanovaren. De wereldkampioenschappen vinden sinds 1970 ieder jaar plaats, met uitzondering van de olympische jaren.

## Wedstrijden
Bij kanosprint zijn er wedstrijden in twee verschillende boottypes; namelijk de open kano (C) met een enkelbladige peddel, en de kajak (K) een gesloten kano met een dubbelbladige peddel. Beide boottypes hebben een één-, twee- of vierpersoonsversie. De afstanden die gevaren worden zijn: 200, 500, 1000 en 5000 meter.

## Edities
| Jaar | Gaststad         | Gastland                       |
| ---- | ---------------- | ------------------------------ |
| 1938 | Vaxholm          | Zweden                         |
| 1948 | Londen           | Verenigd Koninkrijk            |
| 1950 | Kopenhagen       | Denemarken                     |
| 1954 | Mâcon            | Frankrijk                      |
| 1958 | Praag            | Tsjecho-Slowakije              |
| 1963 | Jajce            | Joegoslavië                    |
| 1966 | Oost-Berlijn     | Duitse Democratische Republiek |
| 1970 | Kopenhagen       | Denemarken                     |
| 1971 | Belgrado         | Joegoslavië                    |
| 1973 | Tampere          | Finland                        |
| 1974 | Mexico-Stad      | Mexico                         |
| 1975 | Belgrado         | Joegoslavië                    |
| 1977 | Sofia            | Bulgarije                      |
| 1978 | Belgrado         | Joegoslavië                    |
| 1979 | Duisburg         | West-Duitsland                 |
| 1981 | Nottingham       | Verenigd Koninkrijk            |
| 1982 | Belgrado         | Joegoslavië                    |
| 1983 | Tampere          | Finland                        |
| 1985 | Mechelen         | België                         |
| 1986 | Montreal         | Canada                         |
| 1987 | Duisburg         | West-Duitsland                 |
| 1989 | Plovdiv          | Bulgarije                      |
| 1990 | Poznań           | Polen                          |
| 1991 | Parijs           | Frankrijk                      |
| 1993 | Kopenhagen       | Denemarken                     |
| 1994 | Mexico-Stad      | Mexico                         |
| 1995 | Duisburg         | Duitsland                      |
| 1997 | Dartmouth        | Canada                         |
| 1998 | Szeged           | Hongarije                      |
| 1999 | Milaan           | Italië                         |
| 2001 | Poznań           | Polen                          |
| 2002 | Sevilla          | Spanje                         |
| 2003 | Gainesville      | Verenigde Staten               |
| 2005 | Zagreb           | Kroatië                        |
| 2006 | Szeged           | Hongarije                      |
| 2007 | Duisburg         | Duitsland                      |
| 2009 | Dartmouth        | Canada                         |
| 2010 | Poznań           | Polen                          |
| 2011 | Szeged           | Hongarije                      |
| 2013 | Duisburg         | Duitsland                      |
| 2014 | Moskou           | Rusland                        |
| 2015 | Milaan           | Italië                         |
| 2017 | Račice           | Tsjechië                       |
| 2018 | Montemor-o-Velho | Portugal                       |
| 2019 | Szeged           | Hongarije                      |
| 2020 | Duisburg         | Duitsland                      |
| 2021 | Kopenhagen       | Denemarken                     |
| 2022 | Dartmouth        | Canada                         |
| 2023 | Duisburg         | Duitsland                      |